# Alfredo Marques
Alfredo de Abreu Pereira Marques, ou apenas Alfredo Marques, (Maranguape, 14 de abril de 1926 – Maranguape, 10 de abril de 2010) foi um advogado e político brasileiro, outrora deputado federal pelo Ceará.

## Dados biográficos
Filho de Heinzelmann Pereira Marques e Antonieta de Abreu Pereira Marques. Advogado formado pela Universidade Federal do Ceará, elegeu-se vereador em Maranguape sob a legenda da UDN em 1962, ingressando no MDB quando o Regime Militar de 1964 impôs o bipartidarismo através do Ato Institucional Número Dois, sendo reeleito em 1966. Segundo suplente de deputado estadual em 1970, foi eleito em 1974. Primeiro suplente de deputado federal em 1978, foi efetivado em 24 de junho de 1981, dias após o falecimento de Figueiredo Correia.